# Cântico

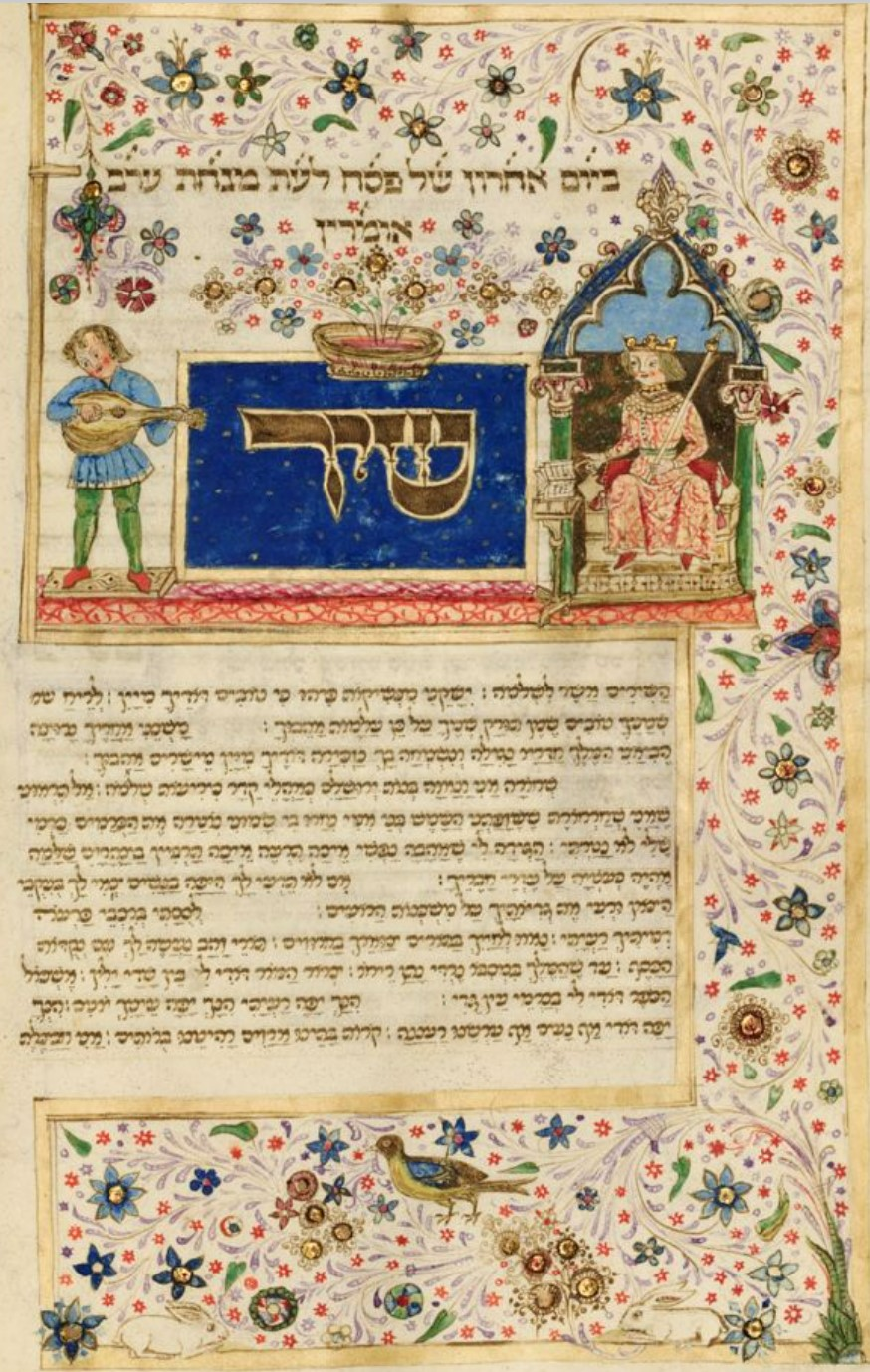
Esta é uma foto de uma exposição no Museu da Diáspora, Tel Aviv - en:Beit Hatefutsot. A nota diz: Menestrel tocando diante do Rei Salomão Iluminação para o verso de abertura do Cântico dos Cânticos, o Rothschild Mahzor, Manuscrito em pergaminho. Florença, Itália, 1492. Seminário Teológico Judaico da América, Nova York

Cântico (do latim canticum, "canção") é um hino religioso extraído da Bíblia (com exceção dos Salmos), utilizado na liturgia cristã. O termo frequentemente abrange hinos antigos não-bíblicos, como o Te Deum, além de certos salmos que são usados liturgicamente.

## Igreja Católica Romana
A Liturgia das Horas usa um cântico do Antigo Testamento cada dia em Laudes, "cada dia de semana do ciclo de quatro semanas [tem] seu próprio cântico próprio e no domingo as duas seções do Salmo de Azarias e o cântico dos três jovens podem ser alternadas"..